# Рдечи Брег (Подвелка)
Рдечи Брег (словен. Rdeči Breg) је насељено место у општини Подвелка, Корушка регија, Словенија. Део је насеља Рдечи Брег, које је административним границама подељено на два насеља: Рдечи Брег (Ловренц на Похорју, Подравска) и Рдечи Брег (Подвелка, Корушка).

## Историја
До територијалне реорганизације у Словенији био је у саставу старе општине Радље об Драви.

## Становништво
У попису становништва из 2011. године, Рдечи Брег је имао 90 становника.
| Број становника према пописима | Број становника према пописима | Број становника према пописима |
| ------------------------------ | ------------------------------ | ------------------------------ |
| 1991                           | 2002                           | 2011                           |
| 107                            | 99                             | 90                             |

## Галерија
- црквени олтар
- сеоска кућа
- сеоска кућа
- сеоска кућа
- сеоски бунар